# Экономика Химачал-Прадеш
| ВВП в текущих ценах в крорах (10 млн.) рупий |         |
| Год                                          | ВВП     |
| 1980                                         | 7 940   |
| 1985                                         | 13 720  |
| 1990                                         | 28 150  |
| 1995                                         | 66 980  |
| 2000                                         | 135 900 |

Эра экономического планирования началась в Химачал-Прадеше в 1948.
Первая пятилетка потребовала 5,7 крор рупий, больше половины было потрачено на создание транспортной сети, так как без дорог экономическое развитие штата было затруднительно. В 1952 была запущена программа общественного развития, вскоре она была распространена на весь Химачал. В
Манди и Кангре, при содействии ФРГ была запущена программа развития сельского хозяйства. Suitable Появились новые техники животноводства и земледелия, почвоведческие лаборатории, молочные фермы и сельскохозяйственные курсы за пределами, Сельскохозяйственного Университета Палампура. Хмачал в чиста тех штатов, что были очень отсталыми, но теперь очень развиты. Химачал занимает 4-е место по ВВП на душу населения среди территорий и штатов Индии. Химачальская система образования хорошо известна, сельское хозяйство достаточно для самообеспечения, садоводство очень впечатляет и известно и за рубежом, дороги — лучшие в горных районах Индии, инфраструктура для промышленного развития хорошо продумана, богатые лесные ресурсы дополняют, так что Химачал может стать важным экономическим центром Индии.

## Сельское хозяйство
На сельское хозяйство приходится 45 % ВВП штата. Также это главная сфера занятости в штате. Около 93 % населения штата так или иначе занято в сельском хозяйстве. Главные зерновые — пшеница, кукуруза, рис и ячмень. Кангра, Манди и Паонта, округ Сирмаур (в некоторой степени) — главные центра выращивания трёх первых злаков, а ячмень выращивают в Шимле. Фрукты также приносят экономическую пользу штату. Здесь есть огромные участки земли пригодные только для выращивания фруктов. Кроме того выращивание фруктов наносит гораздо меньше вреда земле, чем традиционное химачальское земледелие. Урожай на акр также значительно больше. Яблоки приносят максимальный доход. Выращивание фруктов приносит более 300 крор рупий ежегодно. Специальные усилия были направлены на создания посадок оливы, инжира, хмеля, даже грибов, цветов, фисташек, дынь и шафрана. Штат также заработал имя — Яблочный штат Индии.

## Индустрия
Экология стала очень важна для штата за последние несколько лет. Поскольку индустрия загрязняет воздух и воду, каждый индустриальный проект проходит проверку Организации по охране окружающей среды. Развитие индустрии затруднительно в Химачале: горные районы, мало дорог, слабая инфраструктура, труднодоступность природных ресурсов, недостаток капитала, средств связи и квалифицированного персонала. Единственный плюс — дешёвое электричество. Парвано, Баротивала, Бадди, Паонта Сахиб, Мехатпур, Шамши, Нагроту Багван, Биласпур, Реконг Пео и Сансар Пур Тера — сейчас стали индустриальными районами штата. Чистый воздух штата подходит для производства электроники. Такие производства были созданы в Солане, Манди, Хамирпуре, Шоги, Рага-Ка-Багхе, Чамбе, Амби, Таливале и Кейлонге. Делая следующий шаг в развитии Индустриальные зоны Бадди, Баротивал и Налагарх зарегистрировали своё доменное имя baddionline.com. Другие индустриальные зоны вскоре присоединятся к ним.